# Onthophagus kwaleensis
Onthophagus kwaleensis là một loài bọ cánh cứng trong họ Bọ hung (Scarabaeidae).